# Gunilla
Kvinnonamnet Gunilla är en latiniserad form av Gunhild som är sammansatt av orden gunnr och hild som båda betyder strid. Det äldsta belägget i Sverige är från år 1473. Namnet blev allmänt känt när unga adelsfröken Gunilla Bielke blev Johan III:s andra drottning 1585 (se nedan).[källa behövs]
Namnet var något av ett modenamn på 1940-talet och 1950-talet, men är inte så vanligt numera.[källa behövs]
Den 31 december 2014 fanns det totalt 53 964 kvinnor folkbokförda i Sverige med namnet Gunilla, varav 26 872 bar det som tilltalsnamn.
Namnsdag: 30 januari i Sverige. I den finlandssvenska namnsdagslängden har Gunilla namnsdag 30 januari sedan 1929, då en egen namnsdagskalender togs i bruk för finlandssvenskar.

## Personer med namnet Gunilla

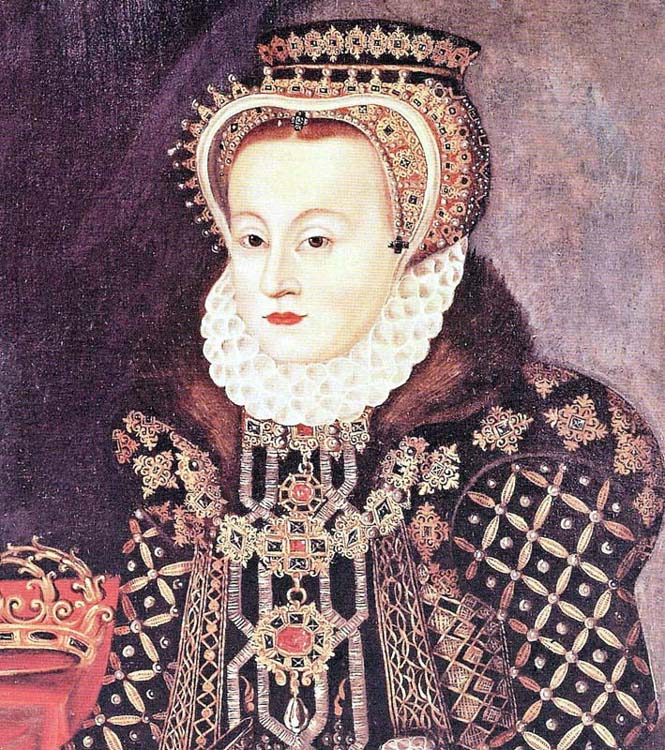
Drottning Gunilla

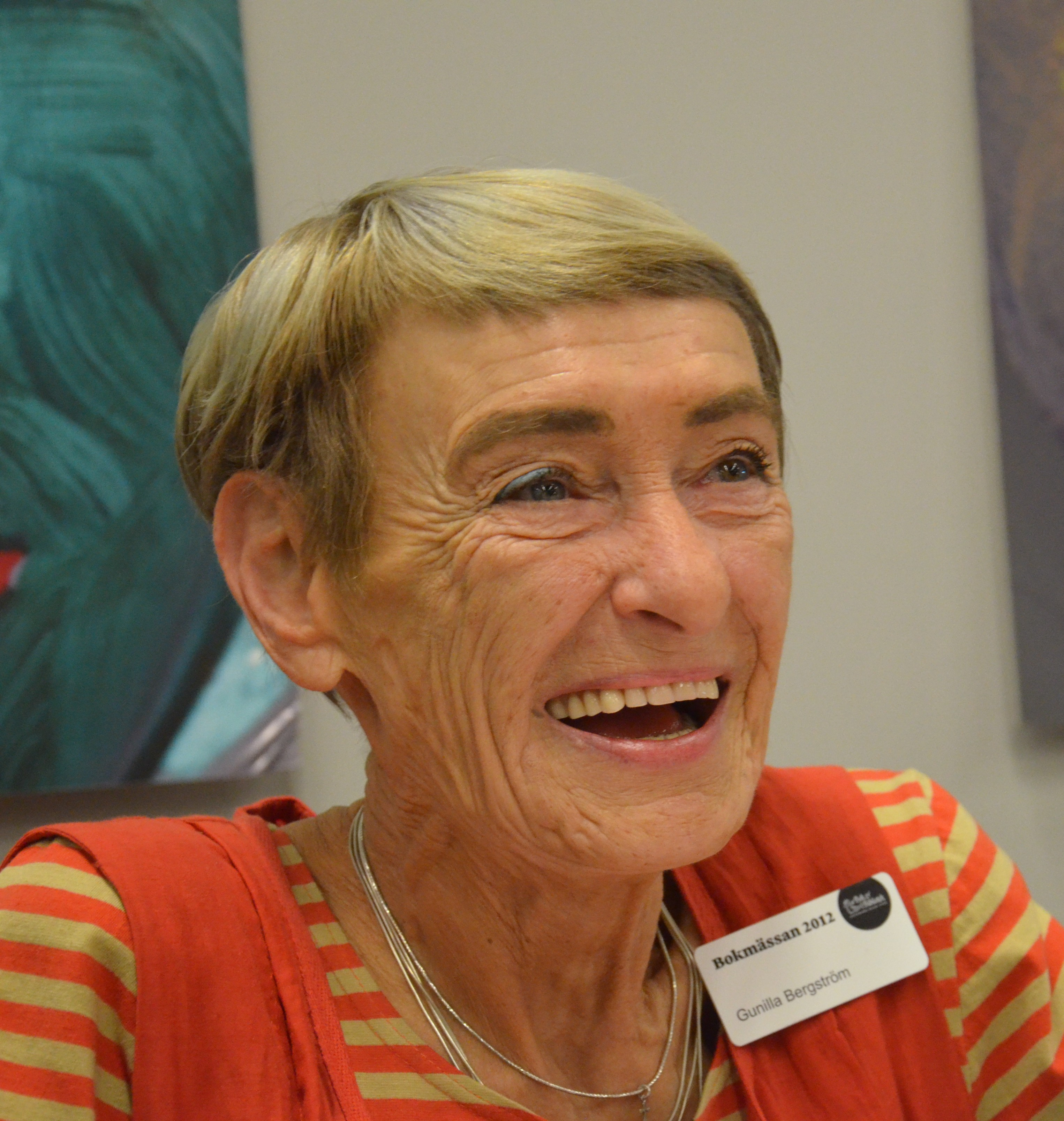
Gunilla Bergström

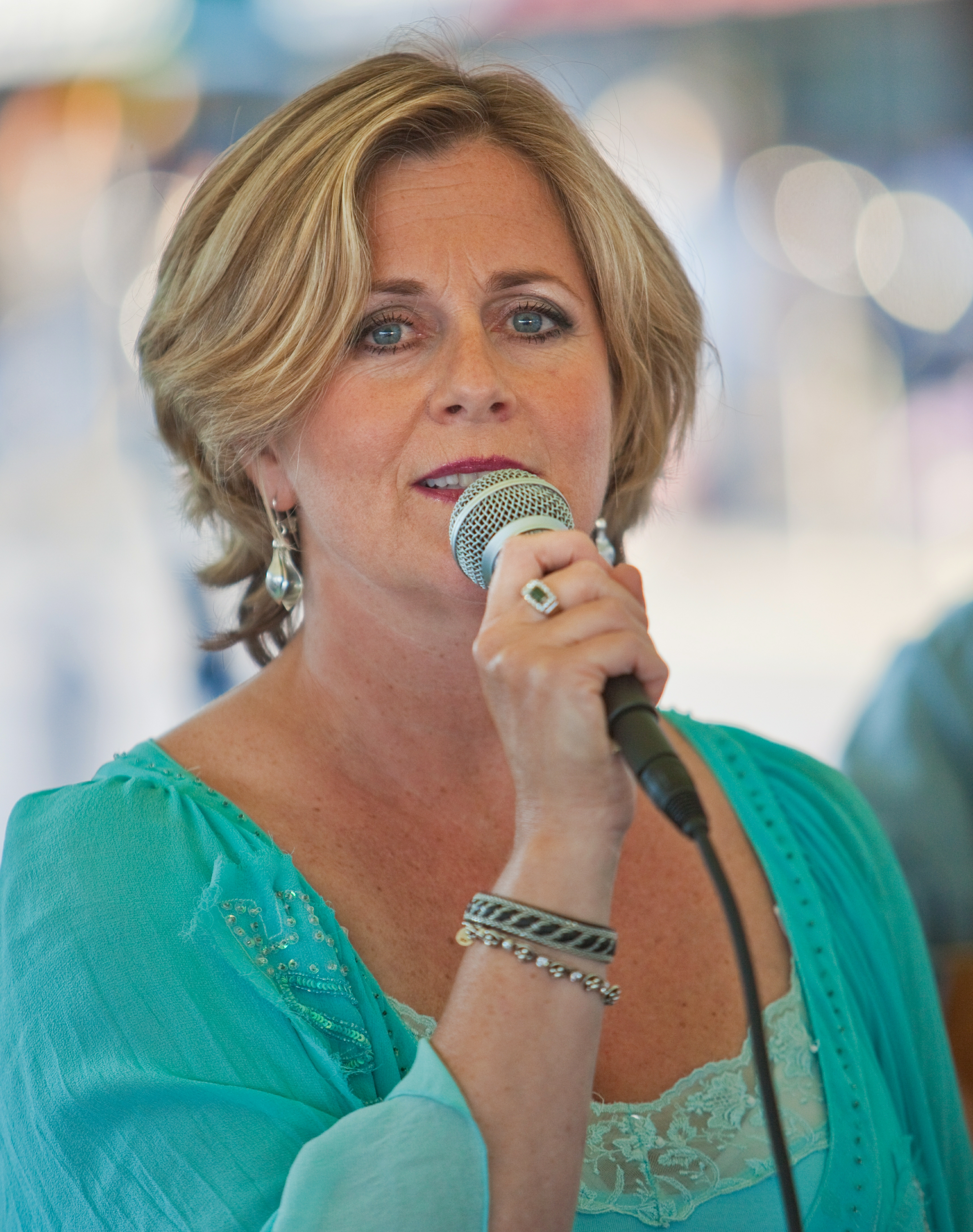
Gunilla Backman

- Gunilla Abrahamsson, svensk skådespelare
- Gunilla Andersson Stampes, svensk ishockeyspelare
- Gunilla André, svensk politiker (c)
- Gunilla Andrén, svensk friidrottare
- Gunilla Ascard, svensk friidrottare
- Gunilla Backman, svensk musikalartist, skådespelare och sångare
- Gunilla von Bahr, svensk musiker
- Gunilla Bergström, svensk barnboksförfattare
- Gunilla Bielke, svensk drottning, gift med kung Johan III i hans andra gifte
- Gunilla Burstedt, svensk filmproducent
- Gunilla Carlsson, svensk politiker (m), f.d. statsråd
- Gunilla Cederström, svensk friidrottare
- Gunilla Ehrenmark, svensk skådespelare
- Gunilla Gerland, svensk författare och föreläsare
- Gunilla Gårdfeldt, svensk skådespelare, sångerska och professor
- Gunilla Hammar, svensk dansare
- Gunilla Hansson, svensk illustratör och barnboksförfattare
- Gunilla Herdenberg, riksbibliotekarie
- Gunilla Herlitz, svensk journalist och chefredaktör
- Gunilla Ingves, svensk illustratör och författare
- Gunilla Johansson, svensk skådespelare
- Gunilla Karlmark, svensk friidrottare
- Gunilla Kinn, svensk journalist och skribent
- Gunilla Klosterborg, svensk skådespelare
- Gunilla Kvarnström, svensk illustratör
- Gunilla Larsson, svensk skådespelare
- Gunilla Lindberg, svensk ledamot av IOK
- Gunilla Lindh, svensk friidrottare
- Gunilla Lundgren, svensk barnboksförfattare
- Gunilla af Malmborg, svensk operasångerska
- Gunilla Nordgren, svensk politiker (m)
- Gunilla Nordström, svensk företagsledare
- Gunilla Nyroos, svensk-finsk skådespelare
- Gunilla Olausson, svensk friidrottare
- Gunilla Olsson, svensk skådespelare
- Gunilla Paijkull, svensk fotbollstränare, fd förbundskapten
- Gunilla Palmstierna-Weiss, svensk scenograf, kostymtecknare, skulptör och keramiker
- Gunilla Paulsen, svensk skådespelare
- Gunilla Linn Persson, svensk författare
- Gunilla von Platen, svensk entreprenör och företagsledare
- Gunilla Pontén, svensk modeskapare
- Gunilla Poppe, svensk skådespelare
- Gunilla Roempke, svensk ballerina och dansforskare
- Gunilla Röör, svensk skådespelare och regissör
- Gunilla Svantorp, svensk politiker (s)
- Gunilla Svärd, svensk orienterare
- Gunilla Söderström, svensk operasångerska
- Gunilla Thorgren, svensk journalist och politiker (s)
- Gunilla Tjernberg, svensk politiker (kd)
- Gunilla Wahlén, svensk politiker (s)
- Gunilla Wolde, svensk barnboksförfattare
- Gunilla Åkesson, svensk skådespelare och sångerska